# Station Šibenik
Station Šibenik is het station van Šibenik, Kroatië. Het is een klein stationnetje met een overdekt perron en een café voor de ingang.

## Bestemmingen en routes
Vanuit het Station Šibenik kan men per trein naar Knin. In de Hrvatske Željeznice-dienstregeling rijden er vanuit Šibenik de volgende treinseries:
- 5800/5807